# Genista
Genista és un gènere de plantes amb flor de la tribu Genisteae de la família Fabaceae. Són plantes dures que poden resistir condicions climàtiques extremes. Algunes es consideren males herbes. Popularment es coneixen algunes d'aquestes plantes com a argelaga o ginesta.

## Morfologia

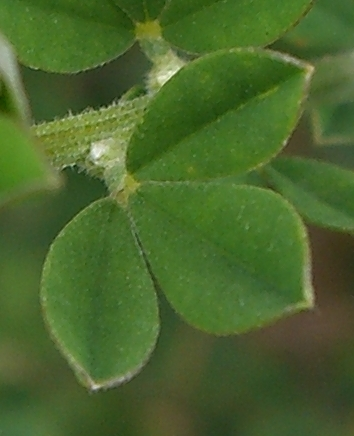
Detall de la fulla de ginesta de Montpeller

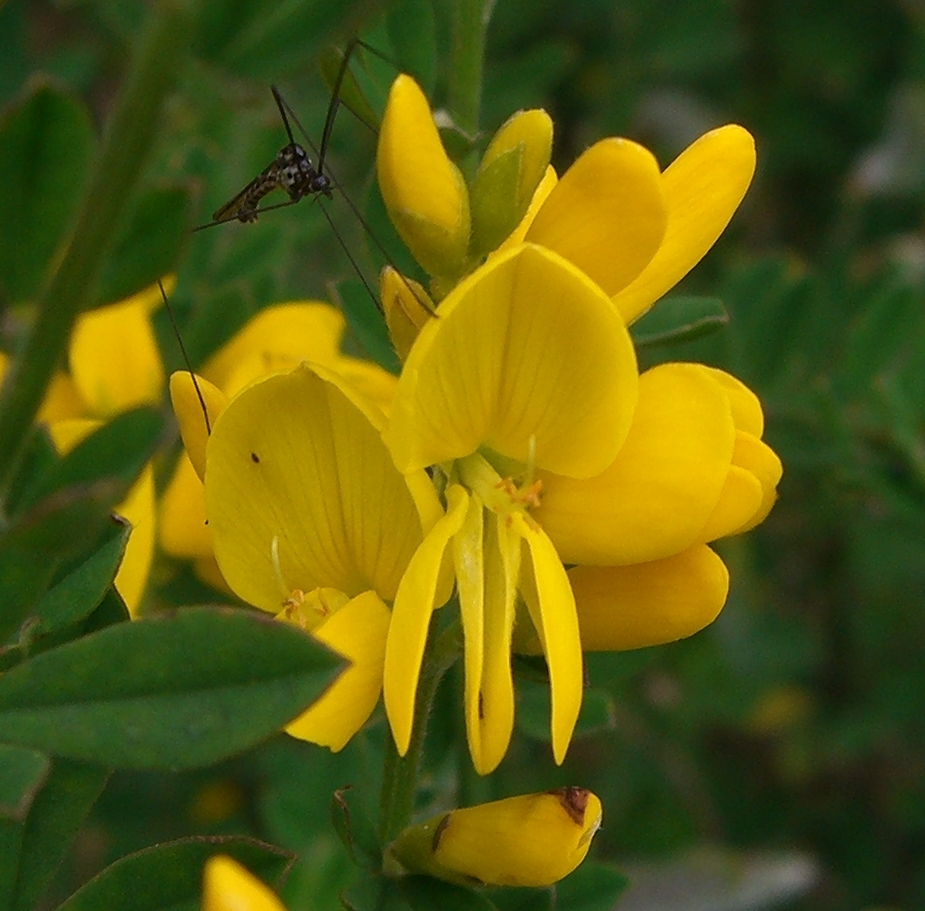
Detall de la flor papilionàcia ginesta de Montpeller

Les espècies d'aquest gènere es donen abundantment a Europa i, en especial, a la regió Mediterrània. Aquest gènere comprèn 150 espècies d'arbusts o matolls espinosos o inermes, rarament herbàcies o sufruticoses (com la ginesta de tintorers). Les branques són llises o estriades i solen tindre les fulles simples o trifoliades, que algunes espècies perden ràpidament, o inclús no tenen fulles aparents. Les flors són papilionàcies, compostes per cinc pètals grocs i deu estams soldats entre si pels seus filaments, o almenys nou d'ells, formant una estructura tubular al voltant del pistil. Els fruits són menudes llegums comprimides lateralment, dehiscents i generalment amb diverses llavors; en rares ocasions amb una llavor única. la península Ibèrica és la zona on més s'ha diversificat aquest gènere: des de grans arbusts de fins a 3 metres, com la ginestera blanca; mates de fins a 1,5 metres, com la bolina, i petites mates de port reptant típiques d'alta muntanya, com la ginesta de Sanabria.

## Usos
Les ginestes tenen nombrosos usos. Algunes espècies s'utilitzen per a obtindre tints, com els que s'extrauen de les flors de l'argelaga o de les arrels de la ginesta dels tintorers. Existeixen ginestes que s'empren com a combustible als forns de guix i cal, també com a ornamental per a formar bardisses.

## Taxonomia
En total hi ha unes 90 espècies del gènere Genista i als Països Catalans en són autòctones 19: Genista horrida, G. lobelii, G. pumila, G. hispanica, G. hirsuta, G. anglica, G. acanthoclada, G. tricuspidata, G. scorpius, G. tinctoria, G. pilosa, G. cinerea, G. linifolia, G. dorycnifolia, G. purgans, G. biflora, G. triflora, G. patens i G. monspessulana.
Algunes espècies destacades són:
- Genista aetnensis
- Genista anglica - ginestola ànglica
- Genista canariensis
- Genista cinerea - ginestell cineri
- Genista clavata
- Genista corsica
- Genista dorycnifolia
- Genista ephedroides
- Genista falcata
- Genista ferox
- Genista florida
- Genista fragrans
- Genista germanica
- Genista hispanica - argelagó
- Genista hirsuta - argelaga peluda
- Genista jimenezii - ginestell
- Genista linifolia
- Genista lucida
- Genista lydia
- Genista maderensis
- Genista microcephala
- Genista monspessulana - ginesta de Montpeller
- Genista pilosa - ginesta pilosa, ginestola pilosa o bàlec
- Genista pulchella
- Genista pumila - argelaga nana
- Genista radiata
- Genista sagittalis - gaiol o carquèxia
- Genista scorpius - argelaga borda
- Genista siberica
- Genista splendens
- Genista stenopetala
- Genista sylvestris
- Genista tenera
- Genista tinctoria - ginesta de tintorers, ginestola, ginestola tinctòria
- Genista tournefortii
- Genista triacanthos
- Genista tricuspidata (syn. Genista lucida) - gatova o gatosa
- Genista tridentata
- Genista triflora - molleró
- Genista umbellata
- Genista valentina (Willd. ex Spreng.) Steud. subsp. valentina - ginesta fina